# Sonic Blitz
Sonic Blitz — предстоящая мобильная цифровая коллекционная карточная игра 2025 года серии Sonic the Hedgehog, разработанная и изданная компаниями Rovio Entertainment и Sega. Игра должна выйти на мобильных устройствах Android и iOS.

## Игровой процесс
Sonic Blitz — это цифровая коллекционная карточная игра, отличающаяся от таких игр, как Marvel Snap и Pokémon Trading Card Game: Pocket, где каждая карта представляет собой персонажа вселенной Sonic the Hedgehog. Игрок направляет свою выбранную колоду из двенадцати персонажей через восемь раундов на двух линиях персонажей, переходя от карты к трёхмерному пространству, чтобы атаковать и наносить урон силовому полю противника. Для этого нужно стратегически разместить четыре свои карты, чтобы рывок был достаточно эффективным. У некоторых персонажей есть особая способность, и она сработает, как только будет совершён рывок, и она нанесет огромный урон, усиливая другие карты на той же линии, увеличивая их здоровье и силу. Игрок должен использовать здоровье, урон и энергию персонажей из разных уголков вселенной Соника, чтобы побеждать и улучшать их, выполняя различные задания и побеждая в матчах в «Ring Journey» и миссиях. Как только игрок соберёт достаточно звёздных монет, он сможет повысить уровень своих карт, получив больше их стопок после завершения матча. Кольца — очень важная функция, так как нужно будет собирать их по мере игры, и чем больше собирать, тем больше вещей можно получить от «Ring Journey».

## Анонс и выход
Торговая марка Sonic Blitz была зарегистрирована компанией Sega 29 января 2025 года. 2 июня этого года, под этим названием была анонсирована цифровая коллекционная карточная игра, и с этого дня был запущен технический релиз игры только в Филиппинах. 16 июня этого года состоялся технический релиз в Бразилии. Выход игры пока не разглашается, но её релиз должен состояться где-то в 2025 году на мобильных устройствах Android и iOS.